# Quận Pickens, South Carolina
Pickens County là một quận trong bang South Carolina. Theo kết quả điều tra dân số năm 2000 của Cục điều tra dân số Hoa Kỳ, quận này có dân số 110,757 người. Năm 2005, Cục điều tra dân số Hoa Kỳ ước tính rằng dân số đã đạt mức 113,575 người. Quận lỵ đóng ở Pickens6. Quận này thuộc Vùng thống kê dân số đô thị Greenville–Mauldin–Easley vùng đô thị Greenville-Mauldin-Easley.

## Địa lý
Theo Cục điều tra dân số Hoa Kỳ, quận có tổng diện tích 512 dặm Anh vuông (1.326 km²), trong đó, 497 dặm Anh vuông (1.287 km²) là diện tích đất và 15 dặm Anh vuông (39 km²) trong tổng diện tích (2.92%) là diện tích mặt nước. Quận này có điểm cao nhất ở South Carolina, núi Sassafras, cao 3560 feet (1085 m).

### Các quận giáp ranh
- Quận Transylvania, Bắc Carolina - Bắc
- Quận Greenville, Nam Carolina - Đông
- Quận Anderson, Nam Carolina - Nam
- Quận Oconee, Nam Carolina - Tây

## Thông tin nhân khẩu
Theo cuộc điều tra dân số2 tiến hành năm 2000, quận này có dân số 110.757 người, 41.306 hộ, và 28.459 gia đình sinh sống trong quận này. Mật độ dân số là 223 người trên mỗi dặm Anh vuông (86/km²). Đã có 46,000 đơn vị nhà ở với một mật độ bình quân là 93 trên mỗi dặm Anh vuông (36/km²). Cơ cấu chủng tộc của dân cư sinh sống tại quận này gồm 90,27% người da trắng, 6,82% người da đen hoặc người Mỹ gốc Phi, 0,16% người thổ dân châu Mỹ, 1,18% người gốc châu Á, 0,01% người các đảo Thái Bình Dương, 0,70% từ các chủng tộc khác, và 0,85% từ hai hay nhiều chủng tộc. 1,70% dân số là người Hispanic hoặc người Latin thuộc bất cứ chủng tộc nào. 27,9% là người Mỹ, 11,8% người Anh, 11,6% người Ireland, 10,3% German và 5,0% Scotch-Irish theo kết quả điều tra dân số năm 2000.
Có 41.306 hộ trong đó có 31,20% có con cái dưới tuổi 18 sống chung với họ, 55,60% là những cặp kết hôn sinh sống với nhau, 9,40% có một chủ hộ là nữ không có chồng sống cùng, và 31,10% là không gia đình. 23,30% trong tất cả các hộ gồm các cá nhân và 8,20% có người sinh sống một mình và có độ tuổi 65 tuổi hay già hơn. Quy mô trung bình của hộ là 2,50 còn quy mô trung bình của gia đình là 2,95,
Cơ cấu độ tuổi dân cư quận này như sau 22,30% dưới độ tuổi 18, 17,50% từ 18 đến 24, 27,60% từ 25 đến 44, 21,20% từ 45 đến 64, và 11,40% người có độ tuổi 65 tuổi hay già hơn. Độ tuổi trung bình là 33 tuổi. Cứ mỗi 100 nữ giới thì có 99,60 nam giới. Cứ mỗi 100 nữ giới có độ tuổi 18 và lớn hơn thì, có 98,20 nam giới.
Thu nhập bình quân của một hộ ở quận này là $36.214, và thu nhập bình quân của một gia đình ở quận này là $44.507, Nam giới có thu nhập bình quân $31.795 so với mức thu nhập $22.600 đối với nữ giới. Thu nhập bình quân đầu người của quận là $17.434, Khoảng 7,80% gia đình và 13,70% dân số sống dưới ngưỡng nghèo, bao gồm 12,20% những người có độ tuổi 18 và 11,70% là những người 65 tuổi hoặc già hơn.

## Đại học
- Đại học Clemson
- Đại học Southern Wesleyan

## Thành phố và thị xã
- Arial (CDP)
- Central
- Clemson
- Easley
- Liberty
- Norris
- Pickens
- Six Mile